# Ты далеко
«Ты далеко» — песня, записанная украинской певицей Таисией Повалий и российским певцом Николаем Басковым. Слова и музыку написал украинский композитор Олег Макаревич. На российских радиостанциях песня была выпущена 7 ноября 2005 года. Она была включена на студийные альбомы «Тебе одной» и «За тобой» Баскова и Повалий соответственно.
«Ты далеко» смогла превзойти успех своего предшественника «Отпусти меня», другого дуэта Повалий и Баскова, и пробиться в тройку лучших хитов СНГ по версии TopHit, получив свыше двух миллионов ротаций.
В 2006 году песня также получила премию «Золотой граммофон».

## Чарты
| Чарт (2005)                 | Высшая позиция |
| --------------------------- | -------------- |
| Москва (TopHit Radio Hits)  | 3              |
| Россия (TopHit Radio Hits)  | 1              |
| СНГ (TopHit Radio Hits)     | 2              |
| Украина (TopHit Radio Hits) | 50             |

| Чарт (2024)        | Высшая позиция |
| ------------------ | -------------- |
| Казахстан (TopHit) | 53             |

| Чарт (2005—2006)            | Высшая позиция |
| --------------------------- | -------------- |
| Москва (TopHit Radio Hits)  | 3              |
| Россия (TopHit Radio Hits)  | 1              |
| СНГ (TopHit Radio Hits)     | 5              |
| Украина (TopHit Radio Hits) | 50             |

| Чарт (2005)                | Позиция |
| -------------------------- | ------- |
| Россия (TopHit Radio Hits) | 101     |
| СНГ (TopHit Radio Hits)    | 122     |
| Чарт (2006)                | Позиция |
| Москва (TopHit Radio Hits) | 9       |
| Россия (TopHit Radio Hits) | 2       |
| СНГ (TopHit Radio Hits)    | 15      |

## История релиза
| Регион | Дата          | Формат       | Лейбл                | Ист.  |
| ------ | ------------- | ------------ | -------------------- | ----- |
| СНГ    | 7 ноября 2005 | Радиоротация | Монолит, Artur Music | [ 1 ] |